# Henry Way Kendall
Henry Way Kendall (Boston, 9 dicembre 1926 – Wakulla Springs State Park, 15 febbraio 1999) è stato un fisico statunitense, vincitore, insieme a Richard Edward Taylor e Jerome Friedman, del premio Nobel per la fisica nel 1990.

## Biografia
La motivazione dell'assegnazione del premio recita che il Nobel è stato conferito per «le loro indagini pionieristiche relative alla diffusione profondamente inelastica degli elettroni sui protoni e neutroni legati, che sono state di fondamentale importanza per lo sviluppo del modello a quark nella fisica delle particelle».
È stato l'ideatore e autore del Avvertimento per l'umanità dagli scienziati del mondo, firmato da circa 1.700 suoi colleghi.

### Morte
Kendall morì per un incidente occorsogli durante un'esplorazione delle grotte sottomarine di Wakulla Springs State Park in Florida. Evitò due checklist pre-immersione per il suo Cis-Lunar MK-5P Mixed Gas autorespiratore ad aria e entrò nelle grotte senza il suo sistema buddy della National Geographic Society. Kendall non attivò l'ossigeno al respiratore e perse conoscenza, soffocando. L'autopsia rivelò la morte per soffocamento da mancato rispetto di protocollo di sicurezza.

## Onorificenze
- Fellow della American Academy of Arts and Sciences, 1982
- Bertrand Russell Society Award, 1982
- Premio Nobel, 1990
- Golden Plate Award della American Academy of Achievement, 1993[4]
- Hall of Mountaineering Excellence of the American Alpine Club, 2012